# Храм Сошествия Святого Духа на Даниловском кладбище

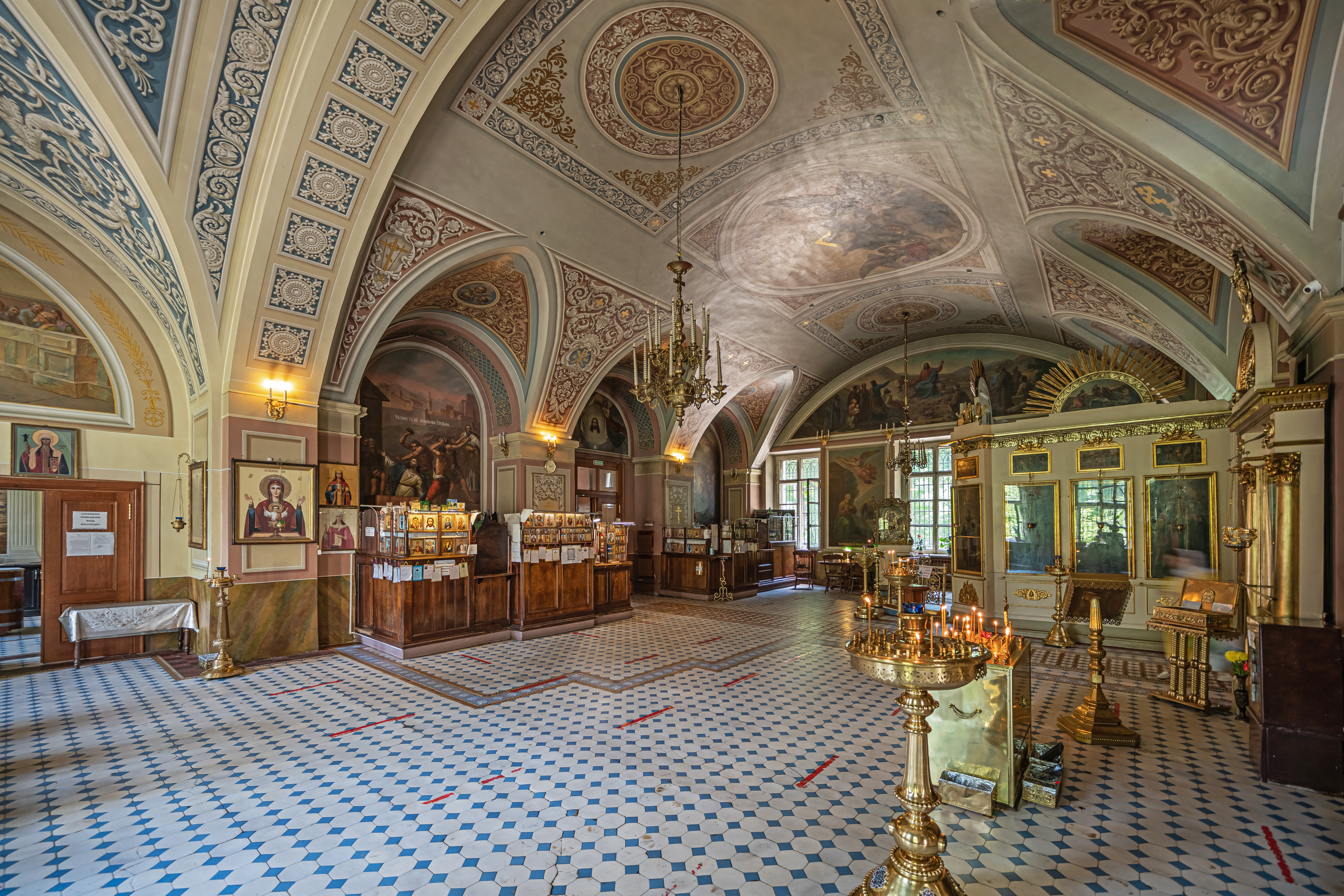
Интерьер храма

Храм Сошествия Святого Духа на Даниловском кладбище (Духовская церковь, Святодуховская церковь, Духосошественская церковь) — православный храм в Донском районе Москвы, на территории Даниловского кладбища. Относится к Донскому благочинию Московской епархии Русской православной церкви. Настоятель храма — протоиерей Геннадий Бороздин (с 1 августа 2012 года).
К юго-западу от храма (4-й Рощинский пр., 30, стр. 5) находится церковь Николая Чудотворца на Даниловском кладбище, построенная как часовня-памятник Николаю Ильичу Гребенскому и освящённая в 1901 году.

## История
Даниловское кладбище было открыто в 1771 году во время эпидемии чумы в слободе Даниловского монастыря, а год спустя на его территории была построена деревянная церковь священномучеников Херсонесских для отпевания усопших. Храм был освящён 31 декабря 1772 года.
Каменный храм был построен на месте обветшавшей деревянной церкви в 1829—1838 годах на средства С. Л. Лепешкина по проекту архитектора Ф. М. Шестакова и освящен 25 сентября 1838 года. Главный престол нового храма был освящен в честь Сошествия Святого Духа, приделы — в честь святых мучеников Херсонских и Успения святой Анны. Иконостас храма работы 1832 года сохранился по сей день.

### в XX веке
В 1922 году из церкви было изъято более 7 пудов золотых и серебряных церковных украшений и утвари.
Из закрытого в 1929 году Симонова монастыря в храм были переданы святыни монастыря: иконы Божией Матери «Иверская» и «Скоропослушница», икона преподобного Серафима Саровского.
В 1930-х годах церковь не закрывалась и была единственной из кладбищенских церквей Москвы, не попавших в руки обновленцев. В марте 1933 года церковь передана в юрисдикцию ВВЦС (григорианский раскол).
13 октября 1941 года, перед эвакуацией из Москвы, Патриарший местоблюститель митрополит Сергий (Страгородский) назначил её почетным настоятелем архиепископа Алексия (Палицына) с титулом архиепископа Волоколамского.

## Описание
В храме действуют три придела:
- Главный — Сошествия Святого Духа;
- праведной Анны, матери Пресвятой Богородицы;
- священномучеников Херсонесских Василия, Ефрема, Капитона, Евгения, Еферия, Елпидия и Агафодора.

Также имеется приставной престол в честь благоверного князя Даниила Московского.

## Духовенство
- Настоятель иеромонах Пантелеимон (Алешин)[6]
- Протоиерей Анатолий Кирсанов
- Иерей Михаил Селявкин[7]
- Иерей Павел Захаров[8]
- Протодиакон Тихон Тараканов
- Диакон Алексий Швырев[9].

До революции:
- Клириков Александр Васильевич (1854-не позднее 1924) - 21 мая 1881 г. по резолюции митрополита Московского и Коломенского Макария (Булгакова) А. В. Клириков был произведен в священники церкви Сошествия Святого Духа на Даниловском кладбище. С 20 октября 1881 г. он состоял смотрителем духовной богадельни и гостиницы при кладбище. В 1890  переведен.[10]

## Святыни храма
- икона Божией Матери Иверская;
- икона Божией Матери «Скоропослушница»;
- икона преподобного Серафима Саровского;
- мощевик со святыми мощами[5].